# Тюрко-персидская культура
Составная ту́рко-перси́дская, тю́рко-перси́дская или тю́рко-ира́нская культу́ра (перс. فرهنگ ایرانی-ترکی‎) — особая культура, возникшая в IX—X веках в Хорасане и Мавераннахре (современные Афганистан, Иран, Таджикистан, Узбекистан, Туркменистан, незначительные части Кыргызстана и Казахстана).
В более поздние века тюрко-персидская культура получила дальнейшее развитие, завоевав народы в соседних регионах и в конечном итоге стала преобладающей культурой правящих и элитных классов Южной Азии, Центральной Азии и Таримского бассейна, а также значительной части Западной Азии.

## Происхождение
Тюрко-персидская традиция была вариантом исламской культуры. Она была исламской в том смысле, что исламские представления о добродетели, постоянстве и совершенстве пронизывали обсуждение общественных проблем, а также религиозных дел мусульман, которые составляли правящую элиту.
После мусульманского завоевания Персии среднеперсидский, язык Сасанидов, продолжал широко использоваться во втором исламском веке (VIII веке) в качестве средства управления в восточных землях Халифата.
В политическом плане Аббасиды вскоре начали терять контроль, что привело к двум серьёзным последствиям.
Во-первых, аббасидский халиф аль-Мутасим (833–842) значительно увеличил присутствие тюркских наемников, гулямов и рабов-мамлюков в халифате, а они в конечном итоге вытеснили арабов и персов из военной и политической гегемонии, положив начало эре тюрко-персидского симбиоза.
Во-вторых, наместники в Хорасане — Тахириды, были фактически независимыми; затем Саффариды из Систана освободили восточные земли, но были заменены самостоятельными Саманидами из Мавераннахра, хотя и оказывали формальное почтение халифу.

### Язык

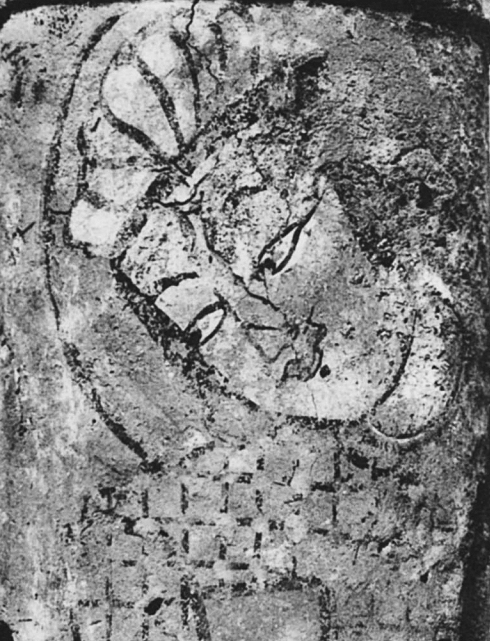
Портрет времён Газневидов (Лашкари Базар, Афганистан, XII век). Шлюмберже отмечал: «тюрбан, маленький рот и сильно раскосые глаза были характерны для тюрков»

Среднеперсидский язык был языком лингва-франка до арабского вторжения, но впоследствии арабский язык стал более предпочтительным средством литературного выражения. Важную роль в распространении персидского языка как общего языка вдоль Великого шелкового пути между Китаем и Парфией во II веке до н. э., которое продолжалось вплоть до XVI века, сыграли многие бухарские евреи, которые стекались в Бухару в Центральной Азии и как купеческий класс играли большую роль в функционировании Шёлкового пути.
В девятом веке появился новый персидский язык как идиома управления и литературы. Тахириды и Саффариды продолжали использовать персидский в качестве неформального языка, хотя для них арабский был «единственным подходящим языком для записи чего-либо стоящего, от поэзии до науки», но Саманиды сделали персидский - языком обучения и формального общения.
Язык, появившийся в IX-X веках, был новой формой персидского языка, основанной на среднеперсидском языке доисламских времен, но обогащенной обширной арабской лексикой и написанный арабским шрифтом.
Саманиды начали записывать свои придворные дела на арабском и на этом языке, и они использовали его как основной общественный язык.
Самые ранние великие стихи на новоперсидском языке были написаны для двора Саманидов. Саманиды поощряли перевод религиозных произведений с арабского на персидский язык. Даже ученые, авторитеты ислама, улемы, начали публично использовать персидский, хотя они все ещё использовали арабский язык в качестве средства обучения.
Венцом литературного достижения на раннем новоперсидском языке стала «Книга царей» Фирдоуси, подаренная двору Махмуда Газневи (998–1030); это были своего рода иранские националистические мемуары, Фирдоуси разжигал персидские националистические чувства, ссылаясь на доисламские персидские героические образы. Фирдоуси закрепил в литературной форме самые сокровенные истории народной памяти.

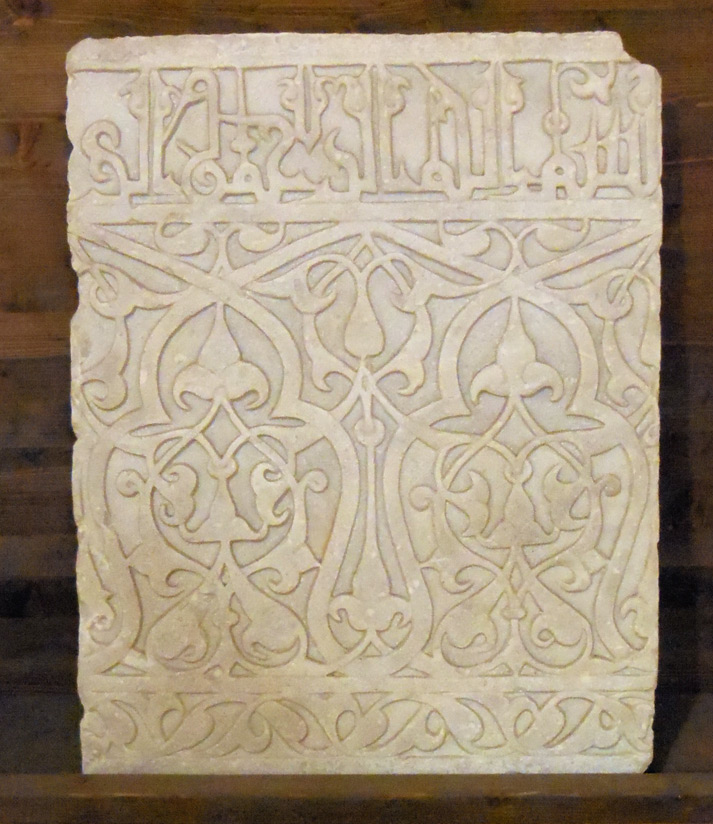
Бордюр из мраморной стены. Дворец султана Масуда III (Газни, Афганистан, XII век)

До того, как Газневиды отделились, власть Саманидов внутренне перешла к её тюркским слугам. У Саманидов была своя гвардия из тюркских наемников-мамлюков (гулямов), которых возглавлял камергер, и персо-арабоязычная бюрократия во главе с персидским визирем. Армия состояла в основном из тюркских мамлюков. Ко второй половине десятого века саманидские правители передали командование своей армией тюркским полководцам. 
Эти генералы в конечном итоге получили эффективный контроль над всеми делами Саманидов. Возвышение тюрков во времена Саманидов привело к потере южных территорий Саманидов одному из их мамлюков, правившему от их имени. Махмуд Газневи правил юго-восточными окраинами Саманидских территорий из города Газни. Тюркское политическое господство в период Саманидов в десятом и одиннадцатом веках привело к падению саманидского правящего института в пользу его тюркских полководцев и в подъёме тюркских скотоводов в сельской местности. 
Газневиды (989–1149) основали империю, которая стала самой могущественной на востоке со времен аббасидских халифов на пике своего развития, а их столица в Газни уступила только Багдаду по культурному изяществу. Он привлек многих ученых и художников исламского мира. Приход тюрков к власти при Саманидском дворе привел к тому, что тюрки стали главными покровителями персидской культуры, и, покорив Западную и Южную Азию, они принесли с собой эту культуру. 
Караханидское ханство (999–1140) в то время приобретало превосходство в Средней Азии. Караханиды были скотоводами знатного тюркского происхождения и лелеяли свои тюркские обычаи. Набираясь сил, они способствовали развитию новой тюркской литературы наряду с персидской и арабской литературами, возникшими ранее. 

## История

### Ранние взаимодействия
Питер Б. Голден датирует первое тюрко-иранское взаимодействие серединой IV века, самым ранним известным периодом тюркской истории. Истоки Тюркского каганата связаны с иранскими элементами. Согдийское влияние на государство было значительным. Согдийцы, крупнейшие международные купцы с многочисленными торговыми колониями вдоль Шелкового пути, нуждались в военной мощи тюрков. Согдийцы служили посредниками в отношениях с Сасанидской империей, Византийской империей и Танской империей. Согдийский язык функционировал как язык лингва-франка в Центральной Азии.
Уйгурский каганат (744–840), пришедший на смену Тюркскому каганату, был ещё более тесно связан с согдийскими элементами. После падения уйгурского кочевого государства, многие тюркские народы переселились в Туркестан, тогда ещё населённой преимущественно тохароязычными иранцами, которые становились все более тюркизированными.

### Начало симбиоза

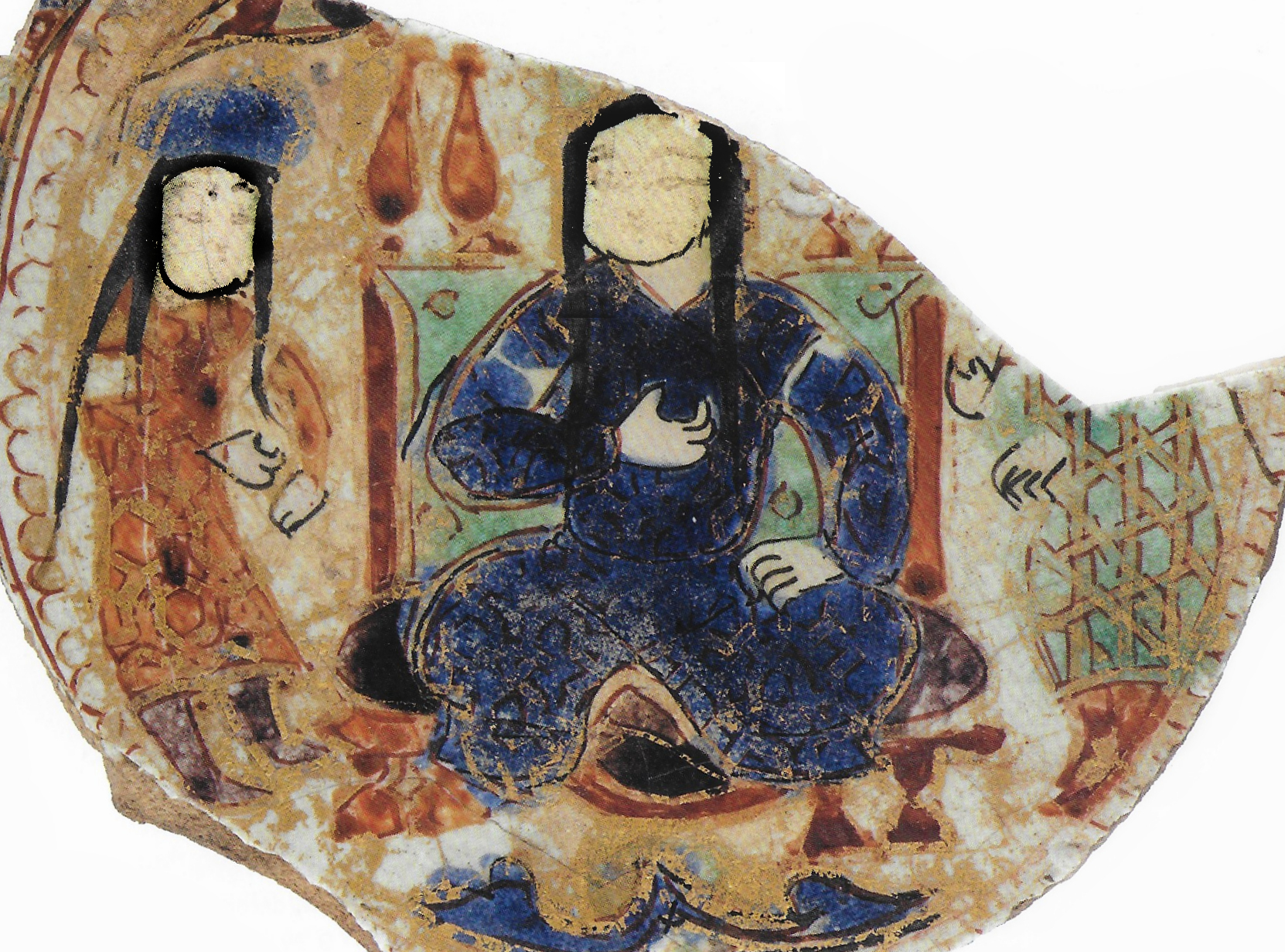
Правитель, сидящий на троне рядом со стоящими куртизанками (Афрасиаб, Узбекистан, 1170—1220 гг.). Ныне находится в Государственнои музее истории Узбекистана.

Во времена Саманидов начался рост общественного влияния улемов, ученых исламоведов. Улем приобрел известность, поскольку Саманиды оказывали особую поддержку суннизму, в отличие от своих шиитских соседей — Буидов. Они пользовались прочным положением в Бухаре, и оно выросло при преемниках Саманидов — Караханидском ханстве. Караханиды установили засилье улемов в городах, а сеть признанных исламских авторитетов стала альтернативным социальным инструментом поддержания общественного порядка. В Караханидском ханстве сформировалось этнически и разнообразное общество. Восточные земли Халифата были этнически и религиозно очень разнообразны. Христиан, иудеев и зороастрийцев было много, а также у нескольких исламских сект было много последователей. Эти разные народы нашли убежище в городах.
Бухара и Самарканд разрастались и образовывали этнические и сектантские кварталы, большинство из которых были окружены стенами, каждый со своими рынками, караван-сараями и площадями. Религиозные авторитеты этих немусульманских общин стали их представителями, подобно тому, как улемы были лидерами для мусульманской общины, они также стали курировать внутренние дела своих общин. Таким образом, наряду с подъёмом улемов, имел место соответствующий рост политического значения религиозных лидеров других доктринальных сообществ.
В правящем институте преобладали тюрки из разных племён, некоторые из которых были сильно урбанизированными и персиаизированными, некоторые — сельскими и всё ещё очень тюркскими. Ими управляли бюрократы и улемы, которые использовали как персидский, так и арабский языки, а литераторы участвовали как в арабских, так и в персидских традициях высокой культуры более широкого исламского мира.
Эта сложная культура положила начало тюрко-персидскому варианту исламской культуры. Будучи «персидским», он был основан на письменной традиции персидского происхождения, он был тюркским, потому что на протяжении многих поколений ему покровительствовали правители тюркского происхождения, и он был «исламским», потому что исламские представления о добродетели, постоянстве и превосходстве направляли дискурс об общественных проблемах и религиозных делах мусульман, которые составляли правящую элиту.
Сочетание этих элементов в исламском обществе оказало сильное влияние на религию, потому что ислам отделился от своего арабского происхождения и бедуинских традиций и стал гораздо более богатой, более адаптируемой и универсальной культурой.
Появление персидской бюрократии, приход к власти тюрков, возвышение в городах неарабских улемов, развитие этнически и конфессионально сложного городского общества знаменовали появление новой тюрко-персидской исламской культуры. По мере того, как эта культура распространялась в более обширный регион Западной и Южной Азии, трансформация становилась все более очевидной.
Ранние этапы тюрко-персидского культурного синтеза в исламском мире отмечены культурной, социальной и политической напряженностью и конкуренцией между турками, персами и арабами, несмотря на эгалитаризм исламской доктрины.
Сложные представления о неарабах в мусульманском мире приводили к спорам и изменению отношений и мнений, которые можно увидеть в многочисленных арабских, персидских и тюркских писаниях до монгольской экспансии.
Персидско-исламская традиция была традицией, в которой тюркские группы играли важную роль в её военном и политическом успехе, в то время как культура, созданная как мусульманами, так и под их влиянием, использовала персидский язык в качестве своего культурного носителя.
Короче говоря, тюрко-персидская традиция представляет собой персидскую культуру, которой покровительствовали тюркоязычные правители.

### Распространение
Тюрко-персидская исламская культура, возникшая при Саманидах, Газневидах и Кара-ханидах, была перенесена сменяющими друг друга династиями в Западную и Южную Азию, в частности, сельджуками (1040-1118) и их преемниками, которые правили Персией, Сирией и Анатолией, а также Газневиды и Гуриды, которые в тот же период правили Большим Хорасаном и большей частью современного Пакистана с Северной Индией. Эти династии вместе потянули центр исламского мира на восток. Институты стабилизировали исламское общество в форме, которая сохранялась, по крайней мере, в Западной Азии, до XX века.
Самобытная турко-персидская исламская культура процветала сотни лет, а затем исчезла под навязанным современным европейским влиянием. Тюрко-персидская исламская культура представляет собой смесь арабских, персидских и тюркских элементов, смешанных в IX-X веках в то, что в конечном итоге стало преобладающей культурой правящих и элитарных классов Западной, Центральной и Южной Азии.
Газневиды перенесли свою столицу из Газни в Лахор, превратив его в ещё один центр исламской культуры. При Газневидах в Лахоре собирались поэты и ученые из Кашгара, Бухары, Самарканда, Багдада, Нишапура и Газни. Таким образом, тюрко-персидская культура проникла в глубь Индии и распространилась дальше в XII веке силами Гуридов.
 
Сельджуки, преемники Караханидского ханства в Мавераннахре, принесли эту культуру на запад, в Персию, Ирак и Сирию. Сельджуки выиграли решающую битву с Газневидами, а затем ворвались в Хорасан. Они принесли тюрко-персидскую исламскую культуру на запад, в западную Персию и Ирак. Персия и Средняя Азия стали центром персидского языка и культуры. Когда сельджуки стали господствовать в Ираке, Сирии и Анатолии, они вынесли эту тюрко-персидскую культуру за пределы страны и сделали её культурой своих дворов в регионе вплоть до Средиземного моря на западе. Впоследствии сельджуки породили султанат Рум в Анатолии, взяв с собой свою полностью персидскую идентичность, придав ей ещё более глубокую и заметную историю. При Сельджуках и Газневидах исламские религиозные институты стали более организованными, а суннитская ортодоксия стала более систематизированной.
Великий правовед и богослов аль-Газали предложил синтез суфизма и шариата, который стал основой более богатого исламского богословия. Сформулировав суннитскую концепцию разделения светской и религиозной власти, он обосновал теологическую основу существования султаната, светской должности наряду с халифатом, который к тому времени был лишь религиозной должностью. Основным институциональным средством установления консенсуса улемов по этим догматическим вопросам были медресе, формальные исламские школы, которые выдавали лицензию на преподавание. Эти школы, впервые созданные при сельджуках, стали средством объединения суннитских улемов, узаконивших правление султанов. Бюрократия состояла из выпускников медресе, поэтому и улемы, и бюрократия находились под влиянием уважаемых имамов медресе.
Период с XI по XIII век был временем культурного расцвета в Западной и Южной Азии. Общая культура распространилась от Средиземноморья до устья Ганга, несмотря на политическую раздробленность и этническое разнообразие.

### Сквозь века
Культура тюрко-персидского мира в XIII-XV веках была испытана вторгшимися армиями во внутреннюю Азию. Монголы при Чингисхане (1220–1258) и Тамерлане (1336–1405) оказали стимулирующее влияние на развитие персидской культуры Центральной и Западной Азии из-за новой концентрации специалистов в области высокой культуры, созданной нашествиями монголов. Из-за разбоев и нападений на города, многим учёным, писателям и проповедникам пришлось бежать с земель Центральной Азии, в первую очередь в Индию, где они взаимно культурно обогащались.
Ильханы и Тимуриды сознательно покровительствовали высокой культуре Персии. При их правлении развивались новые архитектурные стили, поощрялась персидская литература, процветала миниатюрная живопись и книжное производство, а при Тимуридах процветала тюркская поэзия, основанная на народном языке, известном как чагатай (сегодня называемый узбекским; карлукского происхождения).
Историк Питер Джексон объясняет в «Новой Кембриджской истории ислама»:
«Элита раннего Делийского султаната состояла преимущественно из иммигрантов в первом поколении из Персии и Центральной Азии: персов (таджиков), тюрок, гурийцев, а также халаджей из жарких регионов (garmsīr) современного Афганистана»
В эпоху Ала ад-Дина было свергнуто старое дворянство раннего мамлюкского правления. Костяк тюркской элиты был сломан, так как их богатство в Дели было конфисковано Нусрат-ханом Джалесари, после чего в Делийском султанате появилась новая разнородная индо-мусульманская знать. После разграбления Багдада монголами в 1258 году, Дели стал важнейшим культурным центром мусульманского востока. Делийские султаны строили свой образ жизни по образцу тюркских и персидских высших классов, которые теперь преобладали в большей части Западной и Центральной Азии. Они покровительствовали литературе и музыке, но стали особенно известны своей архитектурой, потому что их строители использовали архитектуру мусульманского мира для создания множества мечетей, дворцов и гробниц, не имеющих себе равных ни в одной другой исламской стране.
В монгольское и тимуридское время преобладающие культурные влияния на тюрко-персидскую культуру были из Средней Азии, и в этот период тюрко-персидская культура стала резко отличаться от арабо-мусульманского мира на западе, разделительная зона приходила по Евфрату. В социальном плане тюрко-персидский мир был отмечен системой этнологически определённых элитарных статусов: правители и их солдаты были тюрками или тюркоязычными монголами; административные кадры и литераторы были персами и таджиками. Культурные дела были отмечены характерной моделью использования языка: новоперсидский (дари) — язык государственных дел и литературы; персидский и арабский — языки обучения; арабский — язык судебного разбирательства; и тюркский — язык военного сословия.
В XVI веке возникло несколько тюрко-персидских империй: Османская империя в Малой Азии и Юго-Восточной Европе, Сефевидская империя в Персии и Могольская в Индии. Таким образом, с XVI-XVIII веках на территориях от юго-восточной Европы, Кавказа, Малой Азии до Восточной Бенгалии господствовали тюрко-персидские династии.
В начале XIV века Османы достигли господства в Малой Азии и создали империю, которая подчинила себе большую часть арабского исламского мира, а также юго-восточную Европу. Османы покровительствовали персидской литературе в течение пяти с половиной столетий, и, поскольку Малая Азия была более стабильной, чем восточные территории, они привлекали большое количество писателей и художников, особенно в XVI веке. Османы разработали отличительные стили искусства и письма. В отличие от Персии они постепенно теряли некоторые из своих персидских качеств. Они отказались от персидского языка в качестве придворного, заменив его турецким; это решение сильно потрясло персианизированных Великих Моголов в Индии.
Сефевиды XV века были лидерами суфийского ордена, почитаемого туркоманскими племенами в восточной Анатолии. Они покровительствовали персидской культуре, как и их предшественники. Сефевиды возводили грандиозные мечети и строили изящные сады, собирали книги (у одного сефевидского правителя была библиотека в которую входило более 3000 томов книг) и покровительствовали целым академиям. Сефевиды привнесли шиизм в Персию, чтобы отличить персидское общество от турецкого, их суннитских соперников на западе.

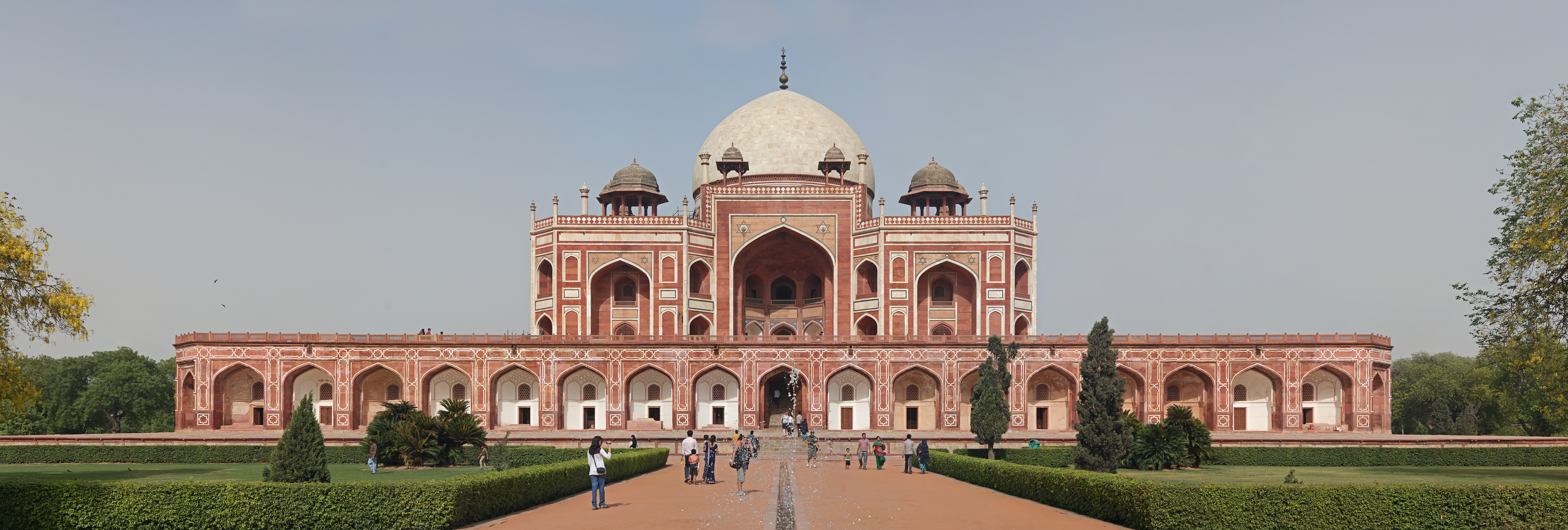
Гробница Хумаюна (Дели, Индия). Имеет схожие черты с Тадж-Махалом

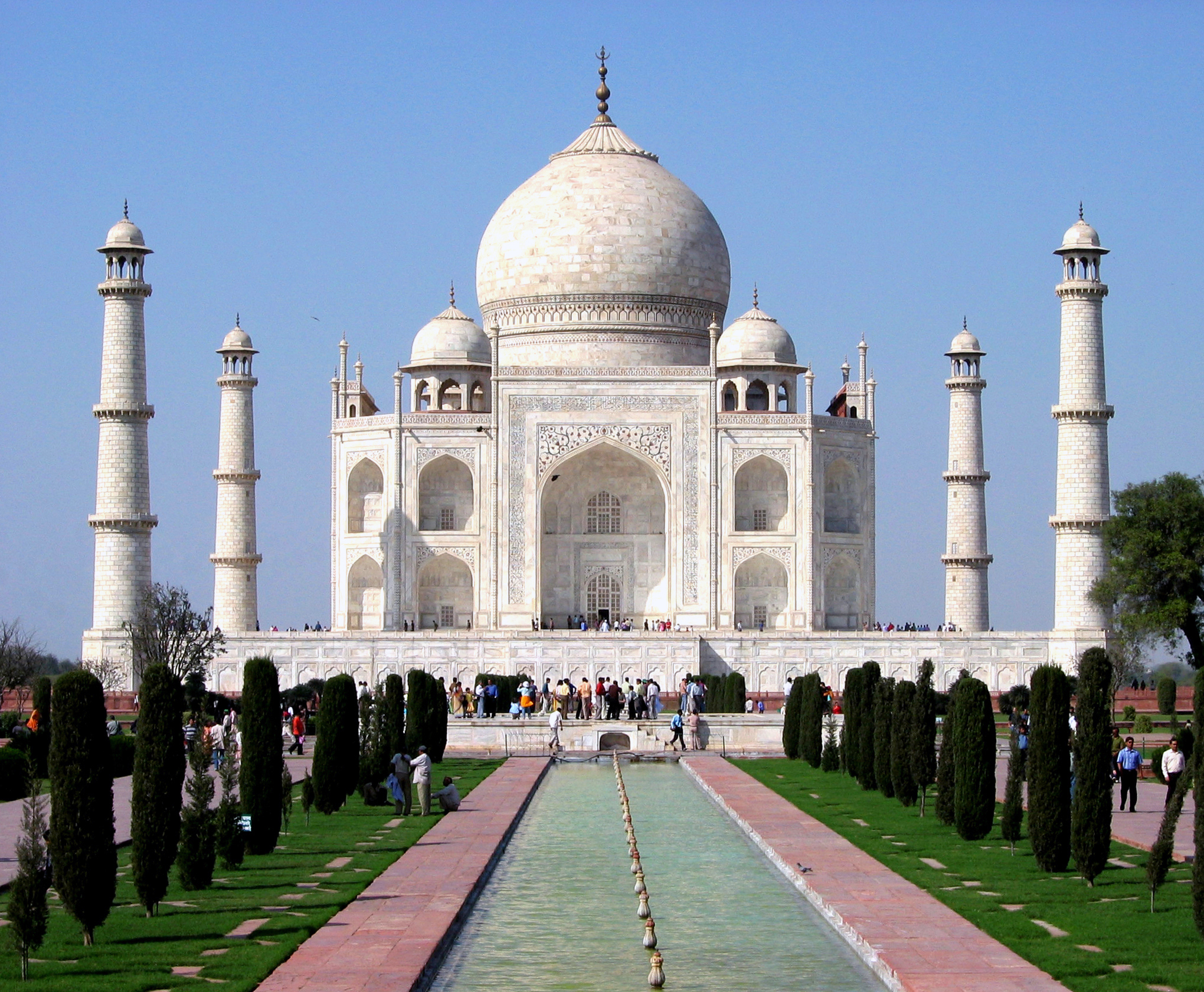
Тадж-Махал (Агра, Индия)

Моголы, персиаизированные тюрки, вторгшиеся в Индию из Средней Азии и заявившие о своем происхождении как от Тимура, так и от Чингисхана, укрепили персидскую культуру мусульманской Индии. Они покровительствовали искусству, привлекая к своим дворам художников и архитекторов из Бухары, Тебриза, Шираза и других городов исламского мира.
Тадж-Махал был построен по заказу императора Великих Моголов — Шах-Джахана. Моголы доминировали в Индии с 1526 года до XVIII века, когда мусульманские государства-преемники и немусульманские державы сикхов, маратхов и британцев заменили их.
Империи Османсков, Сефевидов и Великих Моголов разработали вариации во многом сходной тюрко-персидской традиции. Замечательное сходство в культуре, особенно среди элитных классов, распространилось на территории Западной, Центральной и Южной Азии. Хотя население этого обширного региона имело противоречивые взгляды (конфессиональную, местную, племенную и этническую принадлежность) и говорило на многих разных языках (в основном на индоиранских языках, таких как персидский, дари, урду, хинди, пенджаби, пушту, белуджский, курдский или тюркские языки).
Люди имели ряд общих обычаев и ритуалов. Это культурное сходство увековечивалось поэтами, художниками, архитекторами, ремесленниками, писателями и учеными, которые поддерживали отношения со своими коллегами в отдаленных городах тюрко-персидского мира, от Стамбула до Дели.
Поскольку широкий культурный регион оставался политически раздробленным, любые взаимодействия и конфликты между империями стимулировали появление вариаций тюрко-персидской культуры. Основной причиной этого было введение Сефевидами шиизма в Персию, чтобы отделить себя от своих соседей-суннитов, особенно Османов. После 1500 года персидская культура приобрела свои собственные отличительные черты, а присутствие сильной шиитской культуры препятствовало обмену с суннитскими народами на западных и восточных границах Персии. Суннитские народы восточного Средиземноморья в Малой Азии, Сирии, Ираке, Египте и сунниты Средней Азии и Индии развивались несколько независимо. Османская Турция становилась все более похожей на своих арабских мусульманских соседей в Западной Азии. Индия освоила южноазиатский стиль индо-персидской культуры. А Средняя Азия, которая постепенно становилась все более изолированной, изменилась относительно мало.

### Ослабление
В XVII-XVIII веках тюрко-персидские империи ослабли из-за открытия европейцами морского пути в Индию и открытия ружей, которые придали всадникам скотоводческих обществ большую боеспособность. В Индии Империя Великих Моголов распалась на воюющие государства. Европейские державы вторглись в тюрко-персидский регион, способствуя политической раздробленности региона. К XIX веку европейские светские концепции социальных обязательств и власти, наряду с передовыми технологиями, потрясли многие устоявшиеся институты Турции и Персии. 
Идентифицируя культурные регионы Азии как Ближний Восток, Южную Азию, Русскую Азию и Восточную Азию, европейцы, по сути, расчленили тюрко-персидский исламский мир, культурно объединявший обширное пространство Азии на протяжении почти тысячи лет. Наложение европейского влияния на Азию сильно повлияло на политические и экономические дела во всем регионе, где персидская культура когда-то находилась под покровительством тюркских правителей. Однако в неформальных отношениях социальная жизнь его обитателей оставалась неизменной. Народные обычаи и идеологии добродетели, возвышенности и идеи, которые были частью исламского религиозного учения, остались по большей части неизменными.

### В настоящее время
В XX веке во внутренней Азии произошло много изменений, которые ещё больше обнажили противоречивые культурные тенденции в регионе. Исламские идеалы стали преобладающей моделью для дискуссий об общественных делах. Новая риторика общественных идеалов привлекла внимание народов всего исламского мира, в том числе и той области, где в общественных делах когда-то была видна тюрко-персидская культура. Образы исламской морали, сохранившиеся в неформальных отношениях, стали моделью идеологии, наиболее политически выраженной в исламской революции в Иране и в исламском идеализме движения сопротивления афганских моджахедов.
Исламское возрождение было не столько обновлением веры, сколько публичным возрождением взглядов и идеалов, которые ранее относились к менее публичным, неформальным отношениям под влиянием европейского светского влияния. Это не средневековые исламские догмы, а важные идеологические традиции, пережившие эпоху великих перемен и используемые теперь для интерпретации проблем современности. Тюрко-персидская исламская традиция преподносит элементы, которые люди использовали для выражения своих общих опасений.

### Влияние
"Работу иранцев можно увидеть во всех областях культурной деятельности, включая арабскую поэзию, в которую поэты иранского происхождения, сочиняющие свои стихи на арабском языке, внесли очень значительный вклад. В некотором смысле иранский ислам - это второе пришествие самого ислама, нового ислама, иногда называемого Ислам-и-Аджам. Именно этот персидский ислам, а не первоначальный арабский ислам, был принесен в новые районы и новым народам: к тюркам, сначала в Центральную Азию, а затем на Ближний Восток в страну, которая стала называться Турцией, и, конечно, в Индию. Турки-османы принесли к стенам Вены некую форму иранской цивилизации. [...] Ко времени великих монгольских нашествий XIII века иранский ислам стал не только важным компонентом; он стал доминирующим элементом в самом исламе, и  в течение нескольких столетий главные центры исламской власти и цивилизации находились в странах, которые были если не иранскими, то по крайней мере наименее отмеченный иранской цивилизацией. [...] Центр исламского мира находился под властью турецкого и персидского государств, оба из которых были сформированы иранской культурой. [...] Основные центры ислама в периоды позднего средневековья и раннего нового времени, центры как политической, так и культурной власти, такие как Индия, Центральная Азия, Иран, Турция, все они были частью этой иранской цивилизации. Хотя большая часть населения говорила на различных формах турецкого, а также на других местных языках, их классическим и культурным языком был персидский. Арабский, конечно, был языком Священного писания и закона, но персидский был языком поэзии и литературы."

— Бернард Льюис

## Галерея

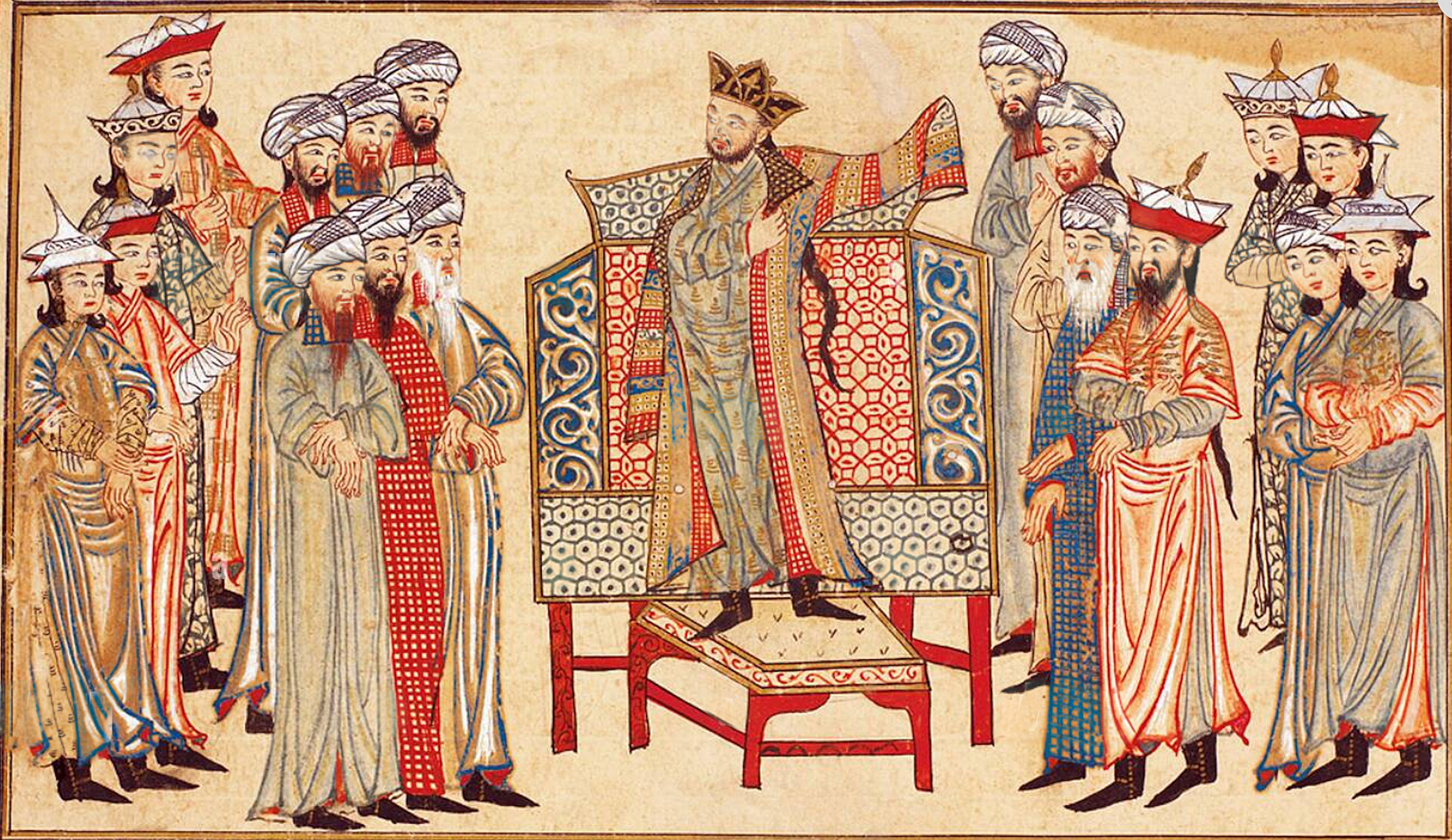
Махмуд Газневи был одним из первых тюркских правителей, которые покровительствовали исламским наукам и искусствам, в частности персидской культуре. При его дворе нашли приют Фирдоуси, написавший «Шахнаме», и известный персидский учёный-энциклопедист аль-Бируни.
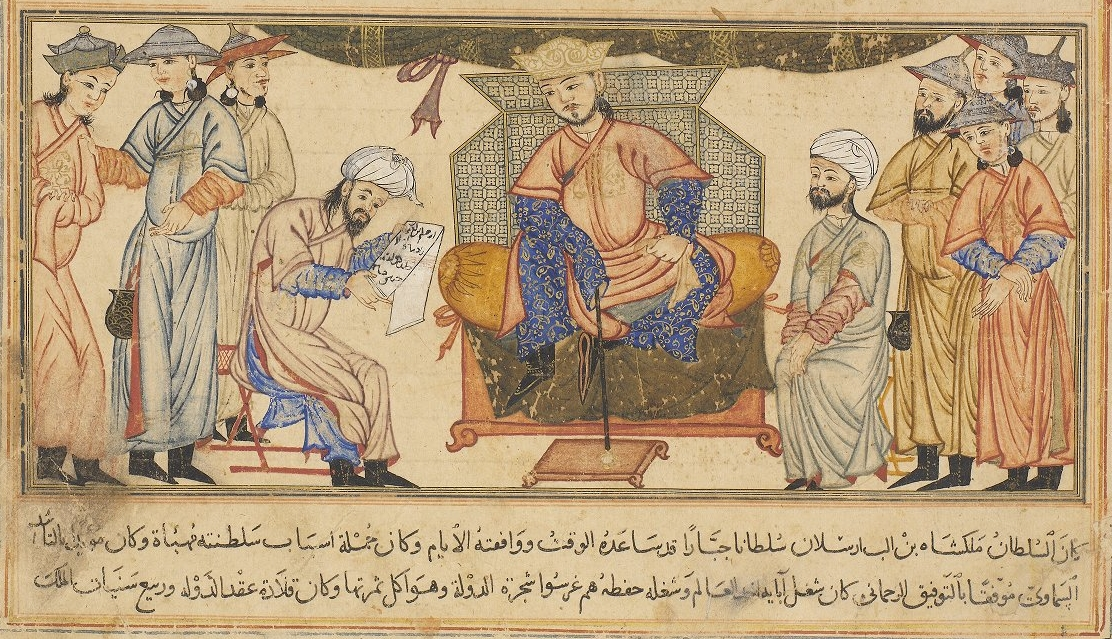
Мелик-шах I был первым, кто принял иранский календарь, при нём были созданы высшие школы в Герате, Багдаде, а учёным оказывалось всяческое покровительство. В качестве визиря при нём служил Низам аль-Мульк, которому приписывается трактат «Сийасат-наме»[36]. При его правлении жили и творили такие персидские учёные, как Омар Хайям и Абу Хамид аль-Газали.
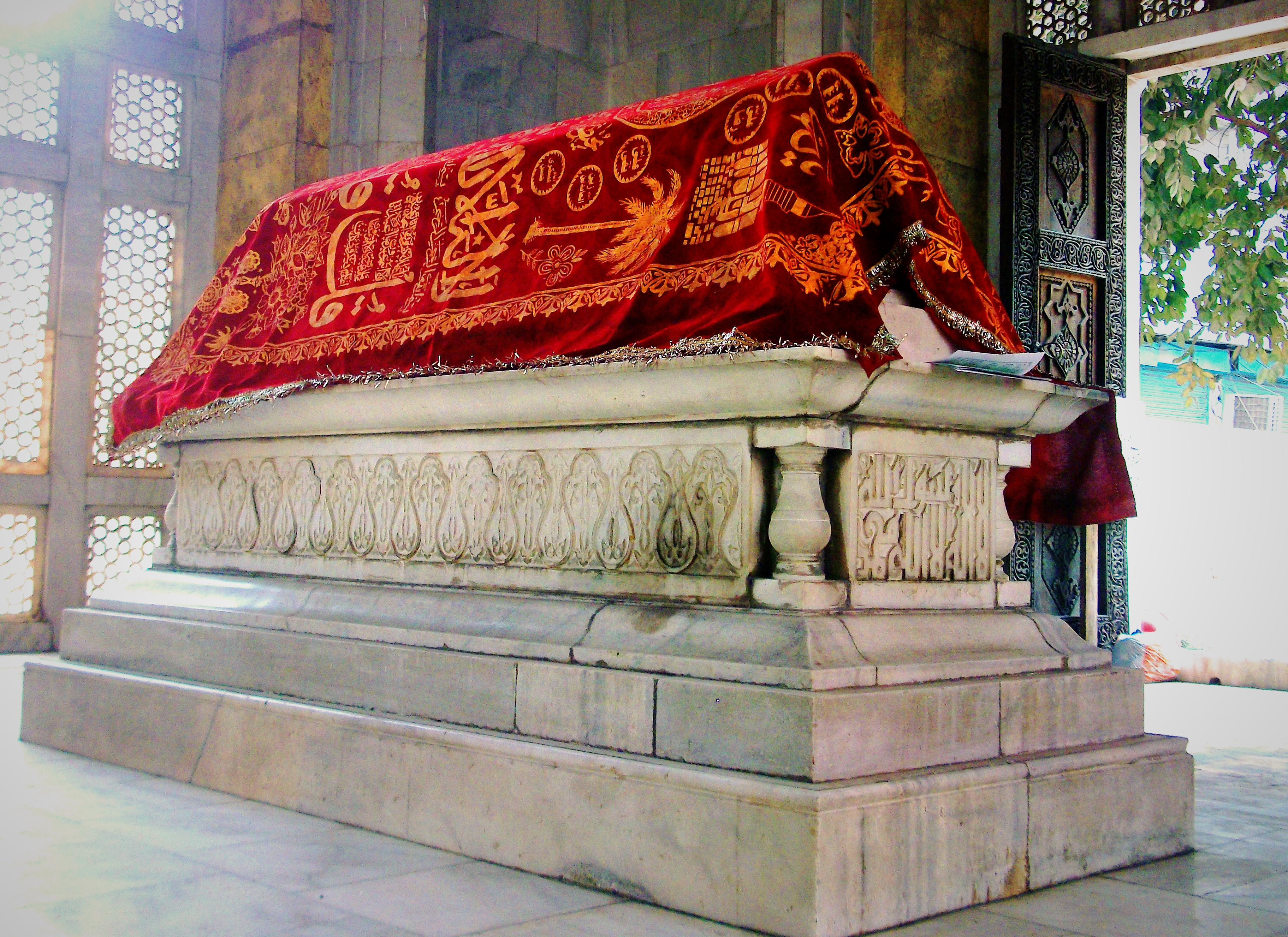
Кутб ад-Дин Айбак покровительствовал исламской и персидской архитектуре, заложил основы первых мусульманских архитектурных монументов Дели, находящихся около знаменитого Кутб-Минара. При нём персидский язык стал популярнейшим среди индийской знати и оставался таким вплоть до XIX века[37].
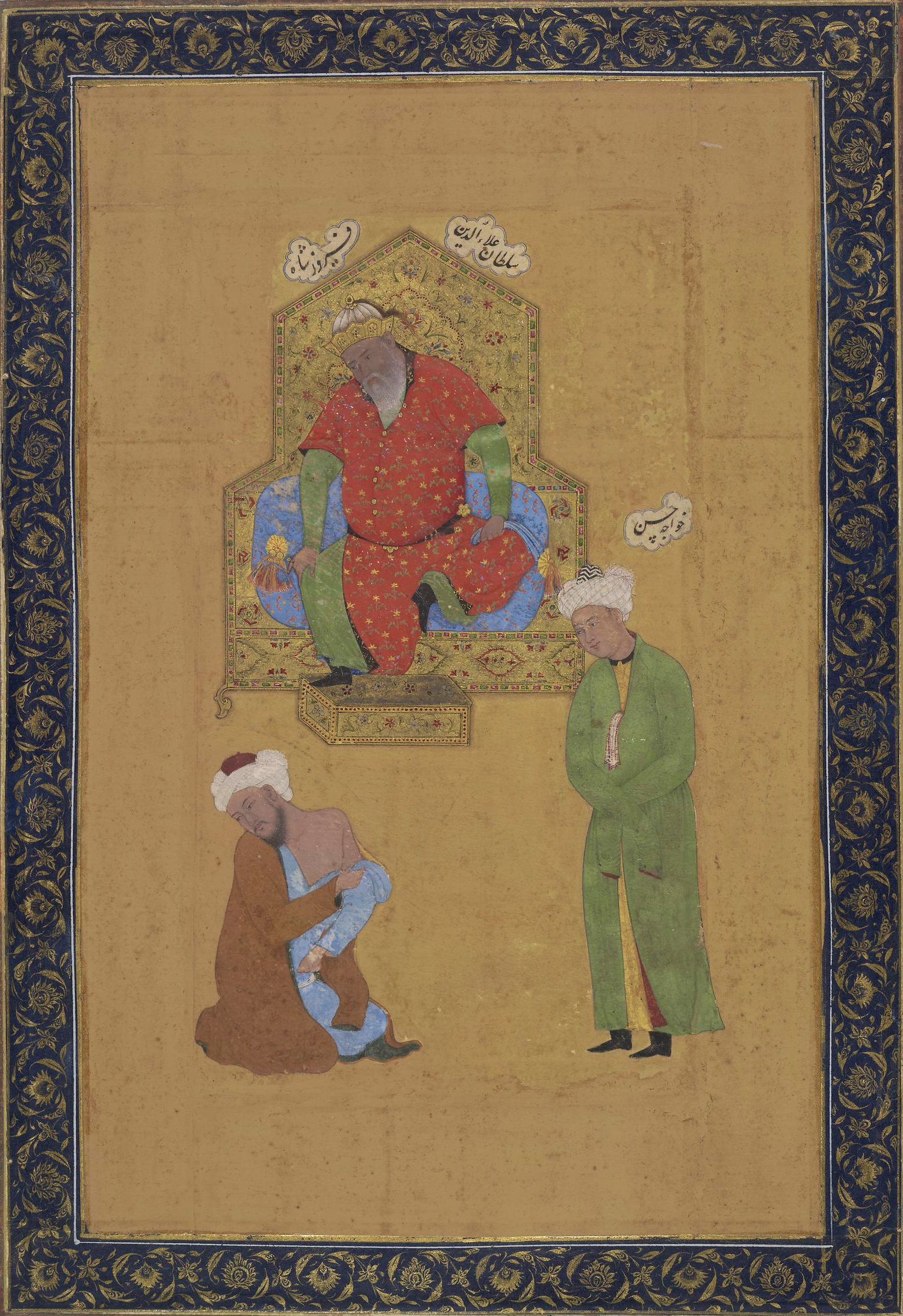
Джалал ад-Дин Фируз был покровителем творчества персидского поэта Амира Хосрова Дехлеви, который написал «Мифтах аль-Футух», чтобы увековечить его победы. При нём в Индии ввели газельный стиль песни, который до сих пор широко распространен в Индии и Пакистане[38].
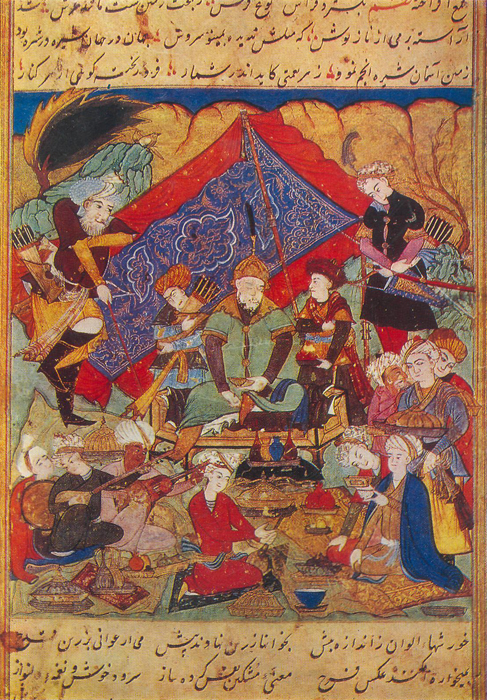
Тамерлан был дальновидным правителем и талантливым организатором. При нём начался Тимуридский Ренессанс. Он также знал чагатайский и персидский языки и больше предпочитал использовать свой родной тюркский язык, но при его правлении персидский всё так же был популярен среди знати.Тимур оставил после себя десятки монументальных архитектурных сооружений в персидском и исламском стилях, некоторые из них вошли в сокровищницу мировой культуры.
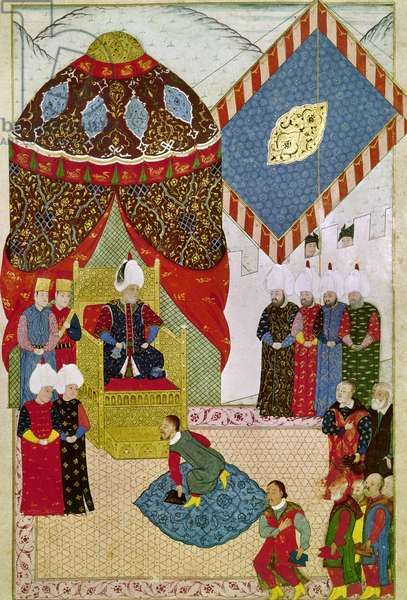
Селим I, любя персидский язык и культуру, распространял её на западе[39]. При захвате Каира в Египте, иранская культура и персидский язык оттеснили арабский. Султан даже писал стихи на персидском под псевдонимом Махлас Селими[40]. При нём многие писатели продолжали подражать знаменитым персидским поэтам, таким как Гянджеви и Руми.
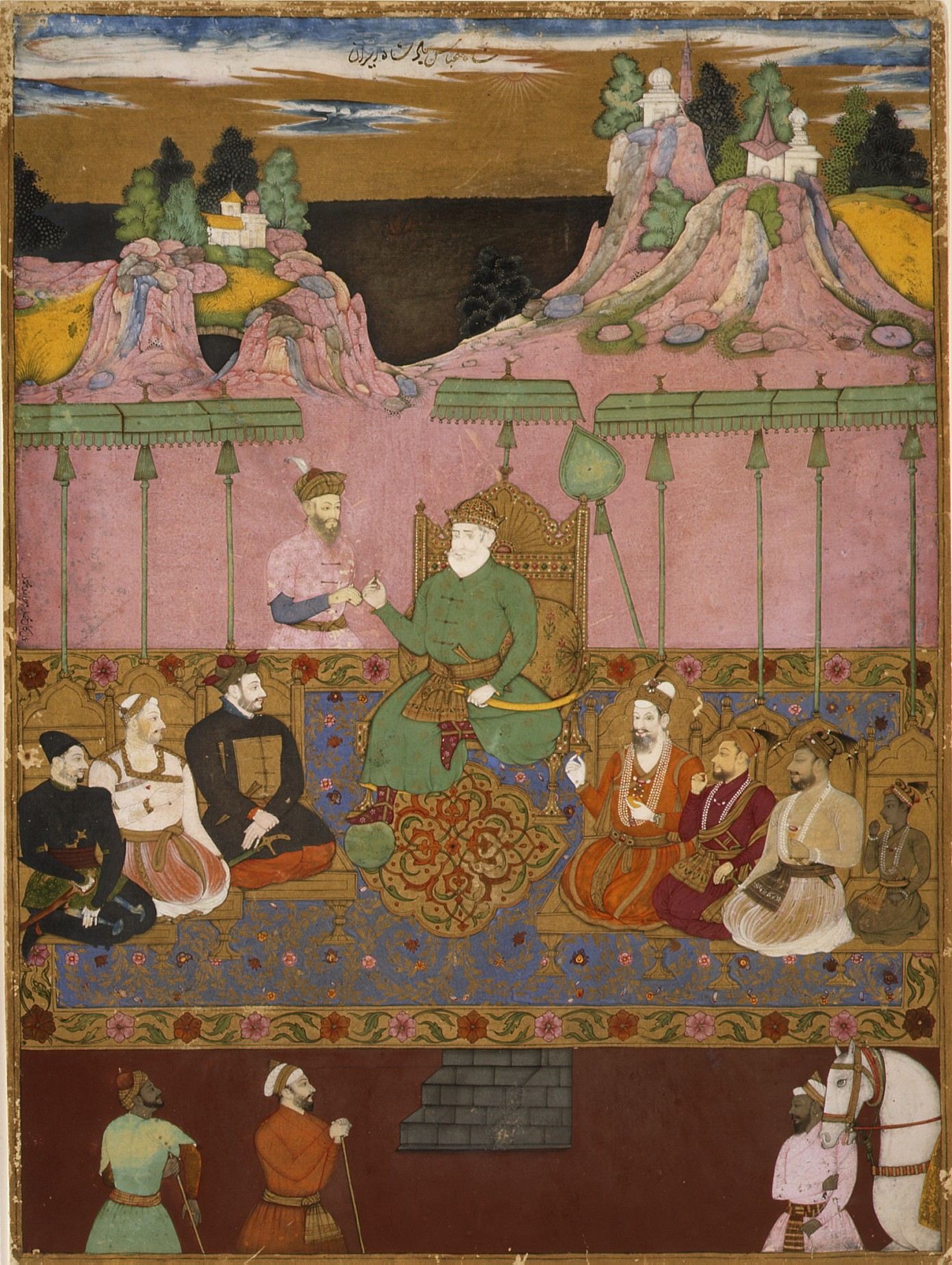
Исмаил I был смешанного происхождения и знал сразу несколько языков, поэтому уже с рождения был частью тюрко-персидского общества. При его правлении иранское общество было разделено на две основные категории: «люди меча» (тюрки) и «люди пера» (иранцы). Отношения между тюркоязычными и персоязычными были симбиотическими, однако между ними существовала некоторая форма соперничества. Поскольку первые представляли военную конгломерацию, а вторые научную и культурную, официальные посты высокого уровня, естественно, были зарезервированы за персами (визири, министры, бюрократы и т.д.), но уже при Тахмапсе I каждый знатный кызылбаш был обязан знать персидский язык, чтобы занимать такие же должности[41][42].
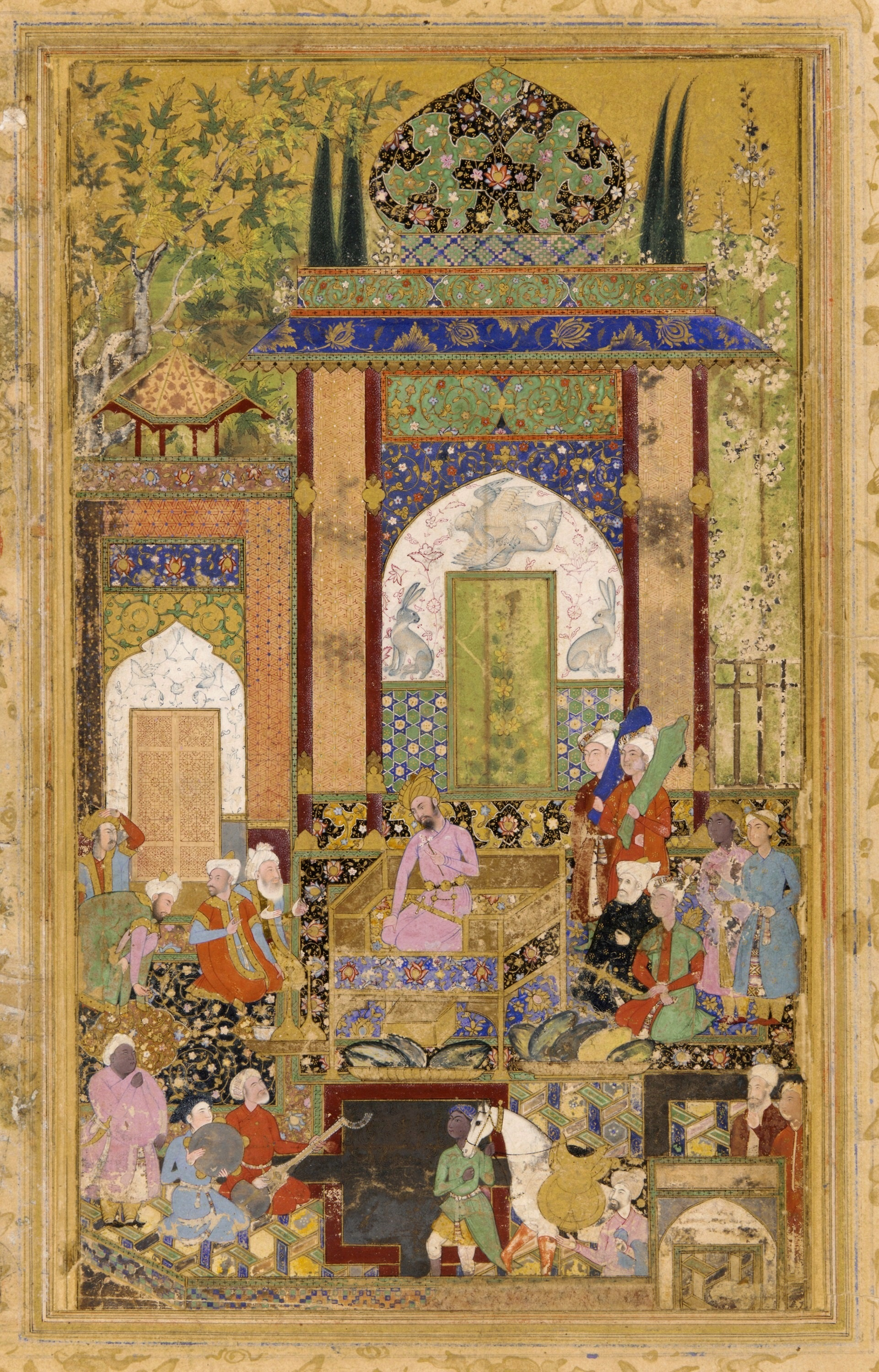
Бабур оставил богатое литературное и научное наследие на персидском языке. Его перу принадлежат знаменитая автобиографическая книга «Бабур-наме», снискавшая мировое признание, оригинальные и прекрасные лирические персидские произведения (газели, рубаи), трактаты по мусульманскому законоведению («Мубайин»), поэтике («Аруз рисоласи»), музыке, военному делу, а также специальный алфавит «Хатт-и Бабури». При нём начинается слияние персидского искусства и литературы с индийским искусством[43]. Шах часто нанимал иранских переплетчиков, иллюстраторов, художников и каллиграфов при дворе Сефевидов из-за общности их стилей Тимуридов и из-за близости Великих Моголов к иранскому искусству и каллиграфии.
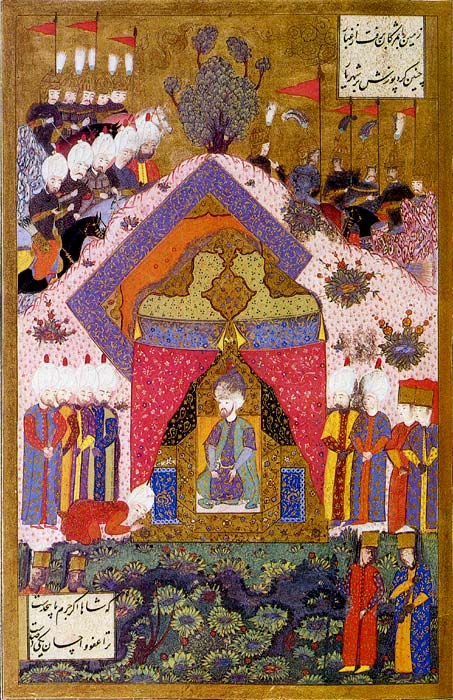
Сулейман I был выдающимся правителем, но он также являлся и поэтом, писавшим на персидском под псевдонимом Мухибби. Он хорошо владел им и как его отец, Селим I, любил на нем разговаривать, поэтому когда Роксолана попала к нему в гарем, она получила имя Хюррем (от перс. خرم — «веселая, радость приносящая»)[44]. Сулейман также прославился тем, что спонсировал серию монументальных архитектурных разработок в пределах своей империи. Султан стремился превратить Константинополь в центр исламской цивилизации с помощью ряда проектов, включая строительство мостов, мечетей, дворцов и различных благотворительных и социальных учреждений. Величайшие из них были построены главным архитектором султана Мимаром Синаном, при котором османская архитектура достигла своего расцвета и впитала в себя персидские, исламские и европейские архитектурные стили.